# Bandera de Samoa Americana
La bandera de Samoa Americana fue adoptada el 24 de abril de 1960. Está constituida por un campo azul atravesado por un triángulo isósceles blanco cuya base se extiende a lo largo del lado derecho del paño y su vértice principal se ubica en el centro del lado izquierdo junto al asta. Los lados iguales del triángulo están asociados a bordes de color rojo. Dentro del triángulo se extiende un dibujo del águila calva, símbolo de los Estados Unidos y que representa la unión de este territorio con los Estados Unidos de América. El águila a su vez sostiene en sus garras, un uatogi (mazo que simboliza el poder de los jefes locales) y un fue (bastón que representa la sabiduría tradicional samoana).